# Santuari de Sant Joan de Penyagolosa
El Santuari de Sant Joan de Penyagolosa és un centre religiós de la província de Castelló, situat als peus del pic Penyagolosa, a vuit quilòmetres del poble de Vistabella del Maestrat. El santuari és dins el Parc Natural de Penyagolosa. Està declarat bé d'interès cultural del País Valencià. Amb cotxe, s'hi accedeix des de la carretera CV-170 i pel camí de Sant Joan de Penyagolosa, i a peu, pel sender de gran recorregut GR 7.

## Història
Els començaments del culte a Sant Joan han de ser posteriors a la conquesta de Jaume I. És habitual citar el santuari com Cenobi, ja que probablement va ser construït en forma de "o" damunt del cenobi del segle xvi. Sembla indubtable l'existència d'ermita i hostalatge o casa de l'ermità en el període gòtic, desaparegudes per les transformacions que sofreix per l'auge del santuari en la segona meitat del segle xvi.

## Arquitectura

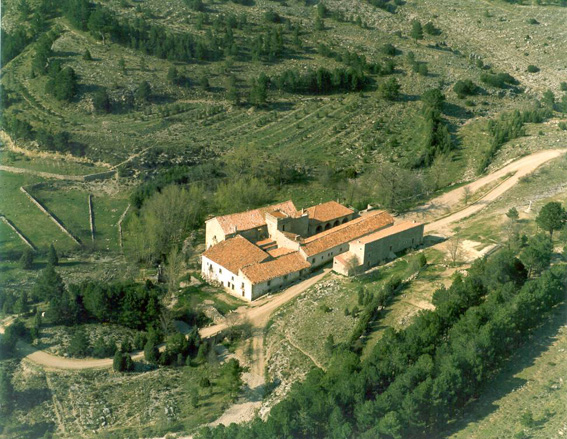
Santuari de Sant Joan de Penyagolosa

El Santuari està format per un conjunt d'edificacions entorn d'una plaça, i un petit pati interior al voltant del qual s'articulen diferents dependències, les més antigues del conjunt.
S'accedeix al santuari a través d'una portada d'arc de mig punt que condueix al pati. A la dreta hi ha la torre campanar de l'església, que presenta escassos vans i està rematada amb pinacles i boles. El pati interior presenta, en tres dels seus costats, pòrtic corregut d'arcs escarsers. Al voltant del pati s'articulen les diferents dependències entre les quals destaquen el restaurant, la cuina, magatzems i una estança-xemeneia. Una altra part del recinte la forma l'edifici allargat que alberga les deu habitacions dels peregrins i en la planta baixa té un pòrtic a manera de corredor exterior. Es completa el conjunt amb dues altres edificacions exemptes.
L'església, al sud, és d'una sola nau i quatre trams de desigual longitud coberts amb volta els tres primers, i amb una cúpula sobre petxines l'últim, que correspon al presbiteri. La portada principal, als peus, està treballada en pedra i hi consta l'any 1706, que indica l'any de la seua finalització. L'entrada lateral, que dona al pati interior, té una portada amb un senzill arc de mig punt amb motllures clàssiques i capitells, i una clau lleugerament remarcada. En aquest mateix front es conserven pintures murals que sembla que daten de l'època de construcció del temple. També hi ha restes de pintures al fresc en la planta baixa del campanar. Front a l'entrada lateral, en l'interior de l'església, hi ha l'única capella que té el temple, de planta quadrada i grans dimensions.

### Escultura a Sant Joan
La figura de Sant Joan és dels segles xii i xiii. No està en molt bon estat de conservació a causa del material de què està feta i dels incendis que ha patir al llarg de la seua història. Se n'ha fet una còpia per a garantir la permanència de l'original. La desproporció que la figura mostra del seu cap i coll amb relació a la resta del cos s'ha interpretat com un intent de ressaltar el fet que el Sant morís degollat. Representa la imatge del Sant, duent un ram, una creu, un llibre i damunt del llibre, un anyell. És una figura frontal, rígida, sense expressió i sense cap mena de moviment. La talla és de gran valor, però potser més espiritual que material.

## Paisatge
Des del pic de Penyagolosa pot contemplar-se un paisatge inèdit. Aquest paisatge ofereix espais d'obligada visita com pot ser el Barranc de la Pegunta, els masos del Carbo, el Mas de La Cambreta, la rambla del Pla o serres i crestes com la de Batalla.
Destaca la magnífica conservació dels seus boscos, la vegetació que canvia segons l'altitud i, la fauna. Per damunt dels mil metres hi abunda el roure, el pi roig i la carrasca. Per sota dels mil metres abunda el pi negral, el pi blanc i de nou la carrasca. Destaquen també plantes com el bruc, el romer i l'aranda.
Entre la fauna que habita Penyagolosa destaca l'àguila serpera, l'àguila reial, el falcó, el duc, la cabra ibèrica, diverses espècies de rats penats i el xotacabres gris. Els cursos fluvials solen ser freqüentats per la madrilleta roja, així com la papallona Graellsia isabellae.
Penyagolosa és un dels paratges interiors de muntanya de major importància ambiental, paisatgística i cultural del País Valencià.

## Romeries i processons
- Peregrinació de les Useres a Sant Joan de Penyagolosa, arriba l'últim divendres d'abril, i marxa el dissabte. Inicia el cicle de rogatives anuals.
- Rogativa a Sant Joan de Penyagolosa des de Puertomingalvo, el primer dissabte de maig.
- Rogativa des de Vistabella del Maestrat, el dissabte de Pentecosta.
- Rogativa a Sant Joan de Penyagolosa des de Xodos, el dissabte anterior al diumenge de la Trinitat.
- Rogativa a Sant Joan de Penyagolosa des de Culla, arriba el divendres després del diumenge de la Trinitat, i marxa el dissabte. Tanca el cicle de rogatives anuals.
- Romeria i provessó a Sant Joan de Penyagolosa des de Vistabella del Maestrat el 24 de juny. Celebra el naixement del sant.
- Festa patronal de Vistabella del Maestrat el 29 d'agost. Romeria i provessó a Sant Joan de Penyagolosa. Celebra la mort del sant.